# Гауда (царь)
Гауда (бербер. ⴳⴰⵡⴷⴰ , греч. Γαύδης; годы правления 105 г. до н. э. — 88 г. до н. э.) — царь Нумидии, сын Мастанабала, брат Югурты, которого Миципса в своём завещании назначил следующим наследником из своих ближайших преемников. Внук первого царя Нумидии Массиниссы. Он был отцом Гиемпсала II и дедом Юбы I.
Согласно Саллюстию, был ослаблен нездоровьем и, вследствие этого, несколько пошатнулся в своем разуме. Во время Югуртинской войны Гауда обратился к римскому полководцу Квинту Цецилию Метеллу с просьбой разрешить ему, как царевичу, занять место рядом с ним с отрядом конницы в качестве телохранителя; но Метелл отклонил его просьбу, потому что такое место предоставлялось только тем, к кому римский народ обращался как к царям, а гвардия посчитала бы для себя это унижением. Затем обиженный Гауда вступил в сговор с Гаем Марием с целью отомстить за оскорбление, очернив репутацию Метелла и в попытке лишить его командования, заменив Марием. Таким образом, отчасти влияние самого Мария, а отчасти надежда на достижение мира побудили Гауду, а также большинство римлян, как солдат, так и купцов, написать своим друзьям в Риме письмо с порицаниями по поводу политики Метелла управлением войной и сообщить, что Марий должен быть назначен полководцем.
Гауда стал царём значительно сократившейся части Нумидии, после того, как Югурта потерпел поражение и был захвачен римлянами во главе с Гаем Марием.
Нумидия тогда не была обращена в римскую провинцию: западную часть её получил Бокх I в награду за своё предательство, а восточную — Гауда, последний оставшийся в живых внук Масиниссы.